# Картея
Карте́я (др.-греч. Καρτηίᾳ, лат. Carteia) — древний город на юге Пиренейского полуострова, на северном берегу бухты Альхесирас. Согласно Страбону, основан финикийцами в 950 году до н. э., а с конца VI века до н. э. принадлежал Карфагену. От них владение городом перешло к римлянам. В 171 году до н. э. Картея становится первой колонией вне пределов Италии, получившей латинское право. Город входил в число богатейших и могущественнейших на южном побережье Испании. Многие из древних авторов отождествляли Картею с Тартессом (др.-греч. Ταρτησσός).